# Załamanka
Załamanka (lit. Ažulomis) − wieś na Litwie, w rejonie solecznickim, 2 km na północ od Solecznik, zamieszkana przez 22 ludzi. Przed II wojną światową w Polsce, w powiecie wileńsko-trockim województwa wileńskiego.